# Second Chorus
Second Chorus is een Amerikaanse zwart-wit musicalfilm uit 1940 onder regie van H.C. Potter. De hoofdrollen zijn voor Fred Astaire en Paulette Goddard. In de film treedt ook jazz-musicus Artie Shaw op, als zichzelf. 
In 1968 beschreef Astaire de film als "de slechtste film die ik ooit gemaakt heb". In een interview vlak voor zijn dood in 2004 gaf Shaw toe dat de film hem ertoe aanmoedigde te stoppen met acteren (dit was zijn derde optreden in een film). Ook gaf de musicus toe persoonlijke conflicten te hebben gehad met Astaire op de set.
De film werd genomineerd voor twee Oscars, voor beste originele muziek en beste originele nummer, maar won er geen. In 1969 verliep het copyright op de film; deze valt sindsdien in het publiek domein.

## Verhaal
Danny en Hank zitten al bijna zeven jaar op de universiteit en zijn nog niet van plan af te studeren. Het is namelijk zo dat ze een universiteitsband hebben en met hun optredens meer geld verdienen dan dat ze zouden krijgen als ze afstuderen en een baan krijgen. Ze worden zó befaamd, dat ze al snel een aantrekkelijke secretaresse inhuren. Deze blijkt zo goed in haar werk, dat de wereldberoemde bandleider Artie Shaw haar ook wil inhuren.

## Rolverdeling
| Acteur              | Personage          |
| ------------------- | ------------------ |
| Fred Astaire        | Danny O'Neill      |
| Paulette Goddard    | Ellen Miller       |
| Artie Shaw          | Artie Shaw         |
| Burgess Meredith    | Hank Taylor        |
| Charles Butterworth | J. Lester Chisholm |